# Cees Egas
Cornelis (Cees) Egas (Holwerd, 1 augustus 1913 - Alkmaar, 21 december 2001) was een Nederlands politicus.
Egas was landbouw- en visserij-woordvoerder van de PvdA-Tweede-Kamerfractie. Hij was een Friese boerenzoon, die zelf op jonge leeftijd landarbeider werd en die actief was in de socialistische jeugdbeweging, de AJC. Na de oorlog was hij werkzaam in het vormingswerk in Friesland. Als landbouwdeskundige gevormd in de kring van de Wiardi Beckman Stichting, het wetenschappelijk bureau van de PvdA. Als Kamerlid hield hij in de jaren vijftig en zestig praatjes voor de VARA-radio over landbouw in de rubriek 'Voor het platteland'. In het kabinet-Cals was hij als staatssecretaris belast met maatschappelijk werk. Hij zette zich zowel in die functie als nadien als Tweede Kamerlid en bestuurder in voor de belangen van ouderen.
- Biografisch Portaal: 56368901
- International Standard Name Identifier: 0000 0003 9145 1706
- Nederlandse Thesaurus van Auteursnamen: 070745331
- Parlement.com: vg09ll0c8wxv
- Virtual International Authority File: 285298985
- WorldCat: E39PBJdxbKTV6mqT4TqcvgqYT3